# Línguas chon
As línguas chon formam uma família de línguas ameríndias da Patagónia na Argentina e Chile.

## Classificação
Classificação das línguas chon:
|  | Teushen   |
|  |           |
|  | Tehuelche |
|  |           |

|  | Haush   |
|  |         |
|  | Selknam |
|  |         |

|  | Teushen   |
|  |           |
|  | Tehuelche |
|  |           |

|  | Haush   |
|  |         |
|  | Selknam |
|  |         |

|  | Puelche  |
|  |          |
|  | Querandí |
|  |          |

|  | Teushen   |
|  |           |
|  | Tehuelche |
|  |           |

|  | Haush   |
|  |         |
|  | Selknam |
|  |         |

|  | Teushen   |
|  |           |
|  | Tehuelche |
|  |           |

|  | Haush   |
|  |         |
|  | Selknam |
|  |         |

|  | Puelche  |
|  |          |
|  | Querandí |
|  |          |